# Tre per tre
Tre per tre (Three's a Crowd) è una serie televisiva statunitense trasmessa originariamente sulla ABC dal 25 settembre 1984 al 9 aprile 1985. La serie è uno spin-off della sitcom Tre cuori in affitto, da cui preleva il personaggio di Jack Tripper, e il remake de Il nido di Robin, a sua volta spin-off di Un uomo in casa.

## Trama
La serie segue le vicende di Jack Tripper e Vicky Bradford, andati a convivere in un appartamento sopra il ristorante di Jack, il Jack's Bistro, il cui proprietario altri non è che James Bradford, il ricco padre di Vicky, il quale ha acquistato l'edificio. James non simpatizza per Jack e cerca costantemente di rovinare il rapporto tra lui e sua figlia.

## Personaggi
- Jack Tripper (stagione 1, 22 episodi), interpretato da John Ritter.
- Vicky Bradford (stagione 1, 22 episodi), interpretata da Mary Cadorette.
- James Bradford (stagione 1, 21 episodi), interpretato da Robert Mandan.
- E.Z. Taylor (stagione 1, 18 episodi), interpretato da Alan Campbell.

## Episodi
| Stagione       | Episodi | Prima TV USA | Prima TV Italia |
| -------------- | ------- | ------------ | --------------- |
| Prima stagione | 22      | 1984-1985    | 1990            |

## Produzione

### Ideazione
Inizialmente, i produttori esecutivi Ted Bergmann e Don Taffner hanno tentato di adattare la serie britannica Il nido di Robin senza John Ritter. È stato abbozzato un pilota intitolato Byrd's Nest, incentrato su un giovane uomo che vive con la sua fidanzata più grande con il disappunto di suo padre, proprietario dell'edificio in cui abitano. La serie doveva essere uno spin-off di Tre cuori in affitto e un trampolino di lancio per Richard Kline, interprete di Larry Dallas. Successivamente, visto che l'ottava stagione di Tre cuori in affitto stava perdendo consensi e rendendosi conto che lo show ormai era anziano, la ABC decide di proseguire con lo sviluppo di una nuova serie intitolata Three's a Crowd. I produttori hanno cercato di nascondere al cast che stavano realizzando uno spin-off ma accidentalmente Joyce DeWitt è entrata nella stanza dove si stavano tenendo le audizioni per la parte di Vicki. Ciò ha causato delle tensioni sul set tra John Ritter e i suoi colleghi, rimasti delusi dal fatto che sostanzialmente la serie sarebbe continuata senza di loro. Per Joyce DeWitt e Priscilla Barnes è stato particolarmente difficile registrare i restanti episodi della stagione, poiché entrambe le attrici sapevano che i loro personaggi sarebbero stati ritirati con la fine della serie. Tuttavia, Ritter e la Dewitt si sono riconciliati con la fine di Tre cuori in affitto. A Don Knotts e a Richard Kline è stato invece offerto un ruolo ricorrente ma entrambi gli attori hanno rifiutato, anche se Kline appare come guest star in un episodio. Suzanne Somers aveva intenzione di riprendere il ruolo di Chrissy Snow ma non è stata accettata. La ABC ha deciso di attendere sei mesi prima della messa in onda dell'ultimo episodio in due parti di Tre cuori in affitto, per poter così sfruttare la serie come trampolino di lancio per lo spin-off. Infatti, il primo episodio di Tre per Tre comincia esattamente dopo gli ultimi avvenimenti della serie madre.

### Cancellazione
Contrariamente all'originale inglese Il nido di Robin, grande successo internazionale capace di eguagliare per durata la serie di partenza, Tre per tre è durato una sola stagione. Al pari dell'altro spin-off, I Roper, gli ideatori non sono stati in grado di sfruttare il successo di partenza di Tre cuori in affitto. Rispetto alla serie precedente, gli ascolti della prima stagione non erano soddisfacenti ma contemporaneamente nemmeno così drastici da portare lo show alla cancellazione. La ABC era incerta se ordinare la realizzazione di una seconda stagione o meno. John Ritter ha dichiarato che non sarebbe tornato sul set se la rete avesse ordinato degli episodi di prova e non un'intera stagione. Alla fine, l'emittente ha deciso di comprare dalla NBC Il mio amico Arnold e produrre un'ottava stagione piuttosto che rinnovare Tre per Tre.

## Curiosità
- Il titolo originale del primo episodio di Un uomo in casa è Three's a Crowd, titolo originale di Tre per tre.